# Никарагуа на летних Олимпийских играх 2004
Никарагуа принимала участие в Летних Олимпийских играх 2004 года в Афинах (Греция) в девятый раз за свою историю, но не завоевала ни одной медали. Сборная страны состояла из 2 мужчин и 3 женщин.

## Результаты сборной

### Лёгкая атлетика
Спортсменов — 1
Мужчины
| Дисциплина | Спортсмен      | Предварительный раунд | Предварительный раунд | Предварительный раунд | Четвертьфиналы       | Четвертьфиналы       | Четвертьфиналы       | Полуфиналы           | Полуфиналы           | Полуфиналы           | Финал                | Финал                | Финал |
| Дисциплина | Спортсмен      | Забег                 | Результат             | Место                 | Забег                | Результат            | Место                | Забег                | Результат            | Место                | Результат            | Место                |       |
| ---------- | -------------- | --------------------- | --------------------- | --------------------- | -------------------- | -------------------- | -------------------- | -------------------- | -------------------- | -------------------- | -------------------- | -------------------- | ----- |
| 100 м      | Карлос Абаунса | 9                     | 11,17                 | 8                     | Завершил выступление | Завершил выступление | Завершил выступление | Завершил выступление | Завершил выступление | Завершил выступление | Завершил выступление | Завершил выступление |       |